# Ричардсон, Луиза
Луиза Ричардсон (Louise Mary Richardson; род. 8 июня 1958, Трамор, Ирландия) — ирландский политолог, специалист по международной безопасности и в особенности по терроризму. Доктор философии (1989), профессор, член Эдинбургского королевского общества (2010) и иностранный член Американского философского общества (2017).
Первая женщина — вице-канцлер Оксфордского университета (с 2016 года), прежде с 2009 года ректор Сент-Эндрюсского университета, а до того работала в Гарварде. Отмечена Harvard’s Levenson Memorial Teaching Prize.

## Биография
Родилась в простой семье и стала единственной из семи детей, получившей высшее образование. Окончила дублинский Тринити-колледж (бакалавр истории), получила степень магистра политологии в Калифорнийском университете в Лос-Анджелесе и степени магистра и доктора философии — в Гарварде.
С 1981 года преподавала в Гарвардском университете, с 2001 года декан его Института перспективных исследований Рэдклиффа (по 2008).
С 2009 года в Сент-Эндрюсском университете.
Член Американской академии искусств и наук (2016) и Academy of Social Sciences (2016).
Почётный доктор дублинского Тринити-колледжа, Эдинбургского университета, Абердинского и Сент-Эндрюсского университетов, МГИМО.
Автор работ Democracy and Counterterrorism: Lessons from the Past (2007), What Terrorists Want: Understanding the Enemy, Containing the Threat (2006), The Roots of Terrorism (2006), When Allies Differ (1996).